# Camille Flers
Pour les articles homonymes, voir Flers.
Camille Flers, né le 15 février 1802 à Paris et mort le 26 juin 1868 à Annet-sur-Marne (Seine-et-Marne), est un peintre français.
Il est rattaché à l'École de Barbizon.

## Biographie
Né rue des Amandiers à Paris, Camille Flers est le fils de Jean Charles Flers, caissier puis directeur de la manufacture de porcelaine Nast, et de Marie Thérèse Bloufflerd, originaires d'Annet-sur-Marne. Flers est élève de Joseph François Paris (1784–1871) et apprend l'art du pastel avec un pastelliste de l'école de Maurice-Quentin de La Tour. Flers débute au Salon de 1831 où il envoie son Village de Pissevache. Il expose ensuite ses paysages et ses pastels au Salon jusqu'en 1863.
Engagé comme cuisinier sur un bateau, il part pour le Brésil en 1821. À Rio de Janeiro, il est cuisinier, puis peintre et enfin danseur au théâtre impérial. Il revient en France en 1823, en passant par Cadix. Le 11 novembre 1826, à Paris, il épouse Louise Adèle Clauss, fille de Jean Marx Clauss, fabricant de porcelaine au 8, rue de la Pierre-Levée à Paris, et d'Odille Seeger, fille et petite fille de peintres et chimistes en porcelaine et faïence de la manufacture de Niderviller.
Flers est l'aîné de l'école naturaliste de 1830. Ce « romantique-naturaliste », tel qu'il se dénomme lui-même, est l'un des premiers à travailler sur le motif en forêt de Fontainebleau, à Barbizon, où il rejoint Jacques Raymond Brascassat (1804–1867), Antoine-Louis Barye (1795–1875) ou Alexandre-Gabriel Decamps (1803–1860). Il n'habitera à Paris qu'en hiver et cela pendant sept ans.
À partir de 1848, il est considéré comme un des maîtres[réf. nécessaire] du mouvement réaliste.
Camille Flers meurt à Annet-sur-Marne le 26 juin 1868 est inhumé à Paris au cimetière du Père-Lachaise (35e division).

## Distinctions
- Chevalier de la Légion d'honneur (décret du 11 septembre 1849)[4].

## Collections publiques
- Autun, musée Rolin : Noisetiers sur le bord de la Bresle à Aumale, 1861, huile sur toile[5].
- Dijon, musée Magnin :
  - Paysage avec une ligne de maisons, 1852, pierre noire[6] ;
  - Vieilles maisons, vers 1829, plume et mine de plomb[7].
- Orléans, musée des Beaux-Arts : Vue prise à Saint-Denis, automne, bords de la Seine, Salon de 1850, huile sur toile, 92 x 73,5 cm[8] , 21 × 28 cm[9].
- Paris, musée du Louvre :
  - Paysage, environs de Paris, 1854, huile sur toile[10] ;
  - Paysage avec une barque sur une rivière, fusain[11] ;
  - Paysage de campagne, 1842, mine de plomb, aquarelle[12].

## Expositions
- 1975 : Barbizon, « Barbizon, au temps de Jean François Millet ».
- Juin-juillet 1977 : château de Montbéliard, « Le paysage français au XIXe siècle ».
- 1990 : Marly, « Théophile Gautier ».

Œuvres de Camille Flers
Cottage au bord de la rivière avec des lavandières (1835), Cleveland Museum of Art.
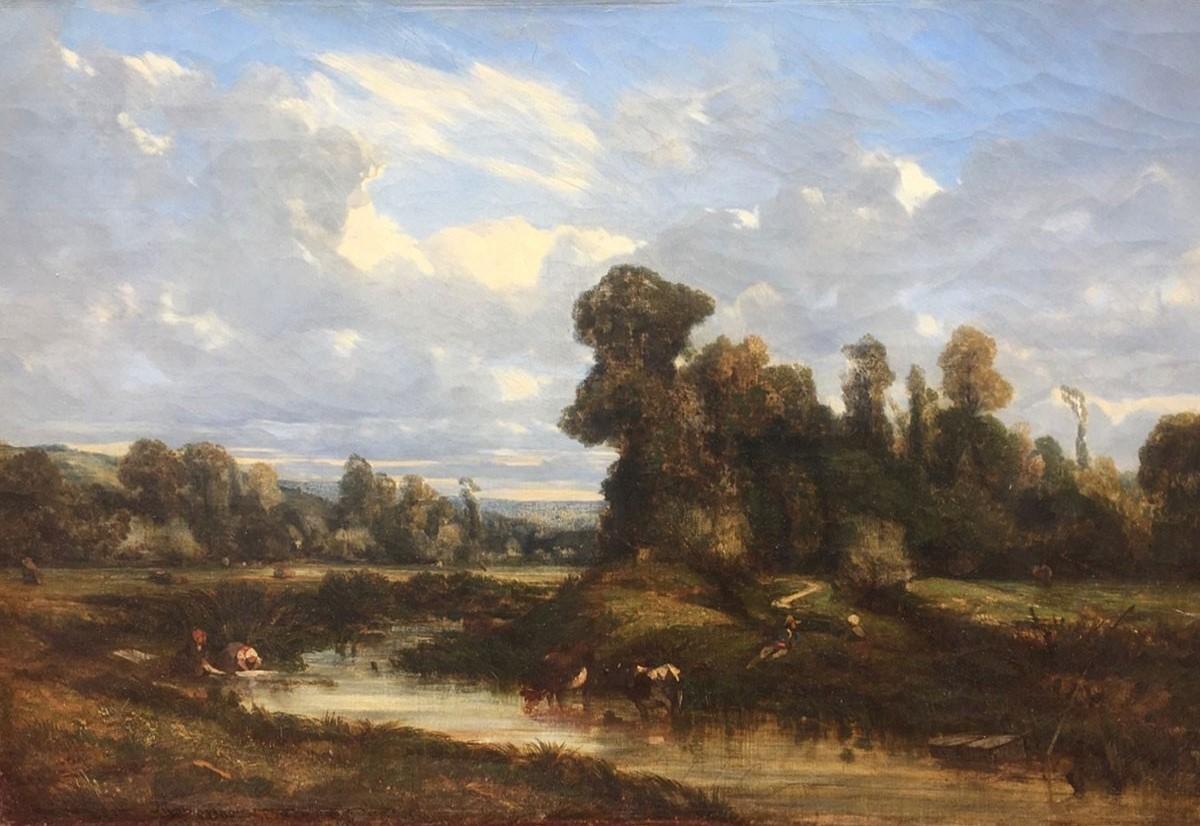
Lavandières et vaches près d'une rivière (1840), collection privée, Suisse.
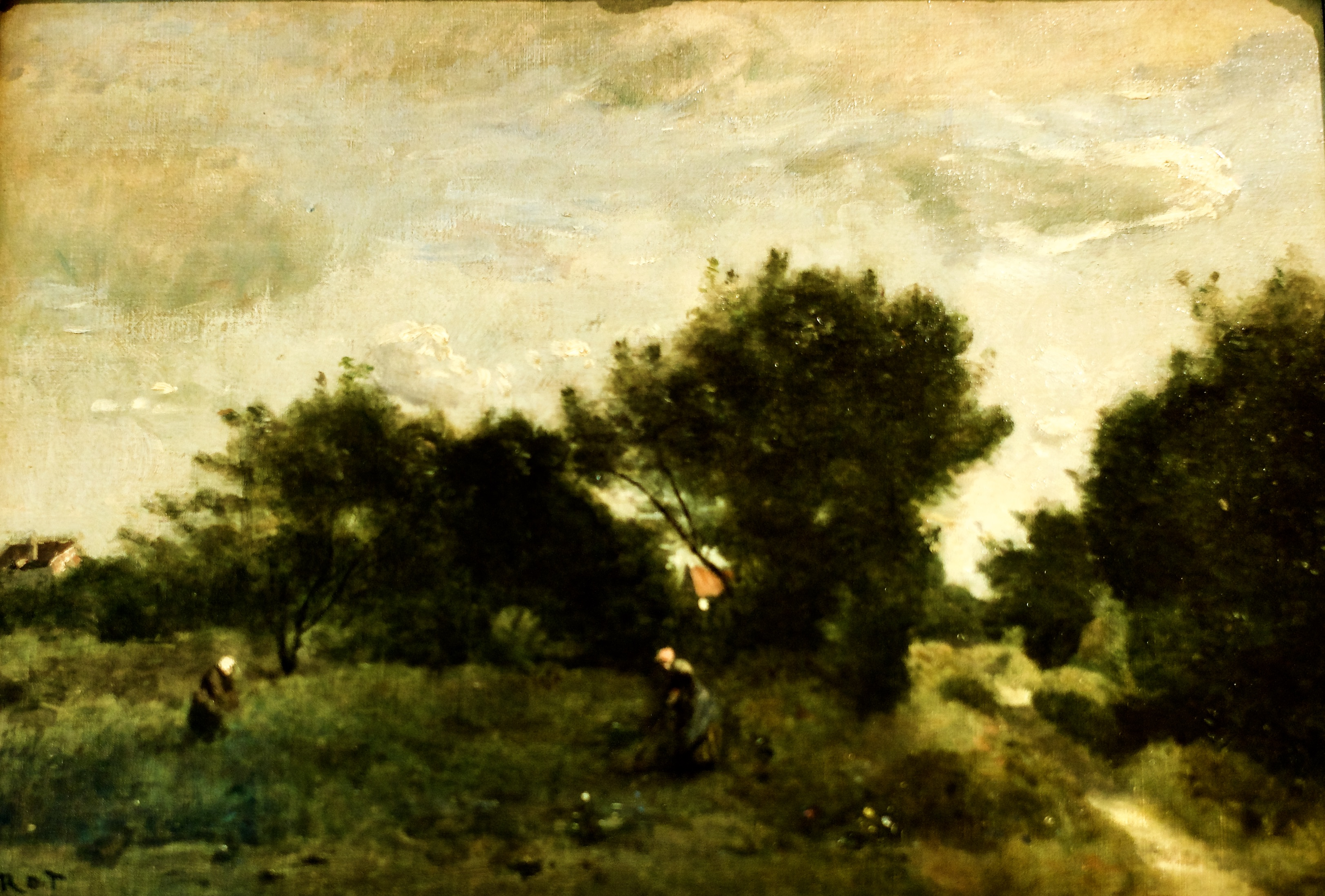
Paysage près d'un marais (1852), Lisbonne, musée Calouste-Gulbenkian.
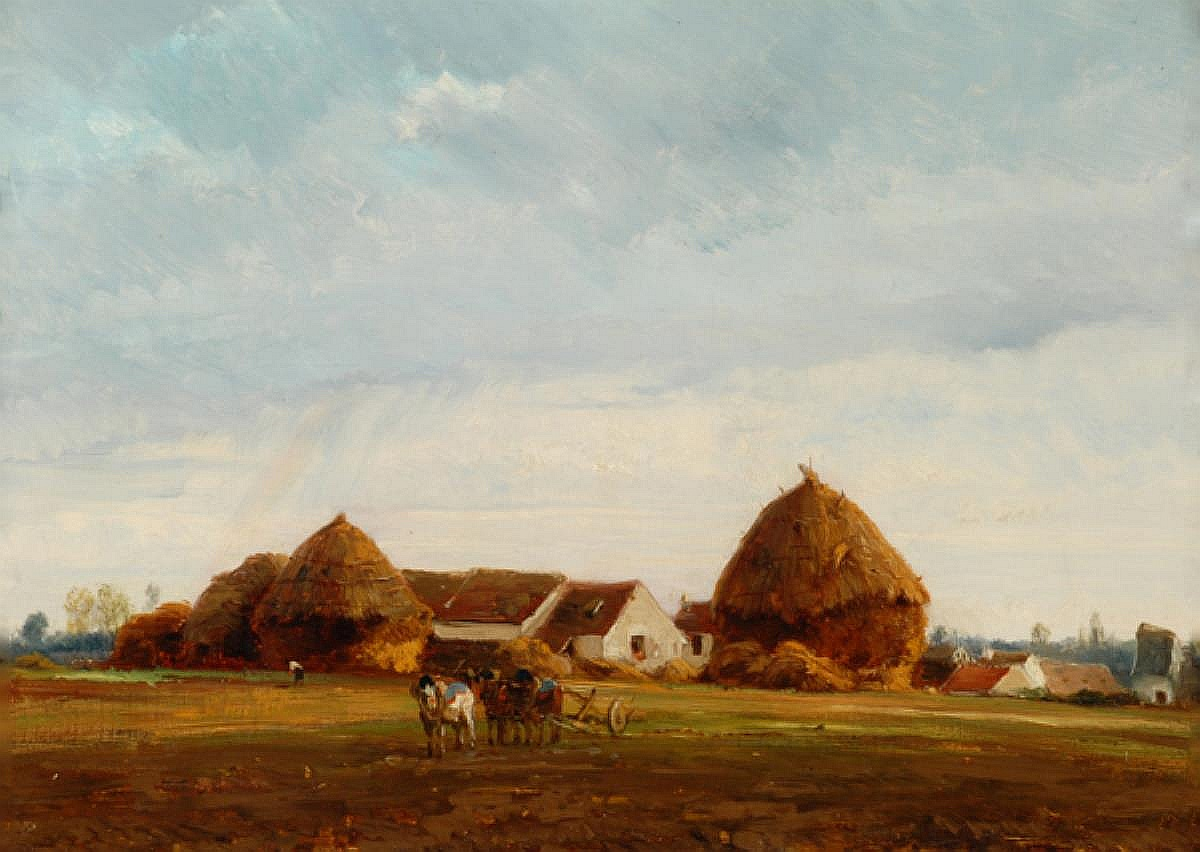
Paysage des environs d'Annet-sur-Marne, Barnard Castle, Bowes Museum.

## Élèves
- Louis-Nicolas Cabat (1812-1893)
- David Sutter (1811-1880)
- Alexandre Ségé (1819-1885)
- Antoine-Valentin Jumel de Noireterre (1824-1902)